# Francisco Antonio Cebrián y Valda
Pour les articles homonymes, voir Cebrián.
Francisco Antonio Cebrián y Valda (né le 19 février 1734 à San Felipe et mort le 8 février 1820 à Madrid) est un cardinal  espagnol du XIXe siècle, évêque d'Orihuela puis patriarche des Indes occidentales.

## Biographie
Cebrián est élu évêque d'Orihuela en 1797. Il s'y distingue par ses activités caritatives pendant l'épidémie de choléra. Il est élu patriarche des Indes occidentales espagnoles en 1815. Le pape Pie VII le crée cardinal lors du consistoire du 23 septembre 1816.

### Source
- Fiche du cardinal sur le site de la FIU